# 宗岡正二
宗岡 正二（むねおか しょうじ、1946年5月3日 - ）は、日本の実業家。新日鐵住金代表取締役会長や、全日本柔道連盟第4代会長を務めた。

## 人物
山口県下関市出身。東京大学農学部農業経済学科卒業。東京都立小山台高等学校において、中西宏明（日立製作所会長、経団連会長）の1年後輩であった。
新日鐵住金の前身である新日本製鐵に第1期生として新卒入社。2008年4月、三村明夫（のちの会長、相談役）より社長職を引き継ぐ。2012年10月より住友金属工業との合併に伴い創立した統合会社の新日鐵住金の代表取締役会長兼CEOに就任した。2014年4月、同社代表取締役会長専任となった。2009年1億7060万円の役員報酬を、2013年1億600万円の役員報酬を受けた。
2020年7月に東京大学校友会会長となり、令和2年度卒業式より式辞を述べている。
また、同年11月には小山台高校同窓会である菊桜会の会長にもなっている。

## 柔道に関するエピソード
東大時代には柔道部で主将を務めた。柔道三段。2011年より、全日本実業柔道連盟会長に就任している。2013年8月21日には上村春樹の後任として全日本柔道連盟の第4代会長に選出された。衆議院議員の原田義昭は高校、大学時代の柔道部の先輩であり、原田自身も大学卒業後、一時新日鐵に勤務していた。
2013年8月全日本柔道連盟会長に就任、不祥事の相次いだ連盟の改革を主導した。
2017年6月、全柔連会長を退任。後任は山下泰裕。

## 略歴
- 1970年:新日本製鐵入社（富士製鐵採用）
- 1999年:同社取締役秘書部長委嘱
- 2003年:同社常務取締役
- 2005年:同社代表取締役副社長
- 2008年:同社代表取締役社長
- 2012年:新日鐵住金代表取締役会長兼CEO
- 2014年:同代表取締役会長
- 2019年:日本製鉄相談役[15]

## 主な公職
- 日本鉄鋼連盟会長
- 日本経済団体連合会副会長
- 日中経済協会会長
- 全日本柔道連盟会長
- 全日本実業柔道連盟会長
- 東京大学校友会会長